# Zafirlukast
Zafirlukast (łac. zafirlukastum) – organiczny związek chemiczny, należący do grupy leków przeciwleukotrienowych antagonista receptora leukotrienowego. Stosowany w leczeniu astmy oskrzelowej.

## Mechanizm działania
Ważną rolę w astmie odgrywają leukotrieny: ich zwiększona produkcja i wiązanie się z receptorami. Substancje te uwalniane są z różnych komórek, przede wszystkim z komórek tucznych i granulocytów kwasochłonnych. Ich działanie skutkuje skurczem mięśni gładkich i obrzękiem błony śluzowej oskrzeli. Zmieniają także aktywność komórek związanych z procesami zapalnymi, powodując m.in. zwiększony napływ granulocytów kwasochłonnych do płuc. Procesy te są po części odpowiedzialne za astmę oraz jej objawy.
Zafirlukast jest kompetencyjnym i selektywnym antagonistą receptorów leukotrienów peptydowych C4, D4 oraz E4, które są składowymi SRSA (wolno działająca substancja w anafilaksji, ang. slow-reacting substance of anaphylaxis). Działa silnie przeciwzapalnie, głównie poprzez:
- hamowanie skurczowej aktywności leukotrienów w mięśniówce gładkiej dróg oddechowych,
- zapobieganie indukowanej przez leukotrieny zwiększonej przepuszczalności naczyń, która odpowiada za obrzęk błony śluzowej dróg oddechowych,
- hamowanie indukowanej przez leukotrieny migracji granulocytów kwasochłonnych i limfocytów do płuc,
- zmniejszenie wydzielania histaminy i produkcji nadtlenków przez makrofagi w płucach.

Zafirlukast zapobiega skurczowi oskrzeli wywołanemu innymi czynnikami, np. zimnym powietrzem, dwutlenkiem siarki czy wysiłkiem. Łagodzi również wczesną i późną fazę reakcji zapalnej, prowokowanej przez różne alergeny, np. sierść kota lub psa, pyłki traw.
Zafirlukast poprawia parametry czynności płuc, zmniejsza nasilenie objawów astmy zarówno w dzień, jak i w nocy. Lek zmniejsza również zapotrzebowanie na β2-mimetyki. Warto wspomnieć również o tym, że działanie leku skierowane jest wyłącznie przeciw receptorom leukotrienowym; zafirlukast nie wywiera żadnego wpływu na receptory histaminowe, prostaglandynowe, cholinergiczne i tromboksanowe.

## Właściwości farmakokinetyczne
Zafirlukast osiąga maksymalne stężenie we krwi po 3 godzinach od momentu podania. Pokarm zmniejsza biodostępność leku nawet o 40%. Wiąże się z białkami osocza, głównie z albuminami, w 99%. Wydalany jest, głównie w postaci metabolitów o 90-krotnie mniejszej aktywności farmakologicznej, w ponad 90% z kałem. W moczu lek nie jest wykrywany. Zafirlukast przenika do mleka matki.

## Wskazania
Zafirlukast stosowany jest w leczeniu różnych rodzajów astmy: wysiłkowej, aspirynowej, nocnej, głównie w przypadkach, gdy podawanie β2-mimetyków jest nieskuteczne lub niewskazane. Może być podawany razem z kortykosteroidami, w celu zmniejszenia ich dawki.
Zafirlukastu nie stosuje się w celu przerywania napadów astmy. Lek należy przyjmować bez przerwy.

## Przeciwwskazania
- nadwrażliwość na zafirlukast lub inny składnik preparatu,
- zaburzenia czynności wątroby (w tym marskość).

## Interakcje
Nie stwierdzono istotnych interakcji. Kwas acetylosalicylowy zwiększa stężenie zafirlukastu o ok. 40%, co jednak nie jest istotne klinicznie. Erytromycyna oraz teofilina, podawane razem z zafirlukastem, powodują obniżenie jego stężenia we krwi odpowiedni o ok. 40% i 30%.

## Skutki uboczne
Występują bardzo rzadko. Stwierdza się:
- bóle brzucha, nudności, wymioty,
- bóle głowy,
- zwiększenie aktywności aminotransferaz.

## Preparaty
Accolate – AstraZeneca – tabletki powlekane 10 mg, 20 mg, 40 mg